# Brandon Douglas
Brandon Douglas (født 21. juni 1968) er en amerikansk skuespiller, kendt for tv-serierne Falcon Crest og Lille doktor på prærien.